# Rise Above (Evildead)
Rise Above è il primo EP del gruppo musicale thrash metal statunitense Evildead, pubblicato nel 1989.

## Descrizione
Primo EP della band stampato su vinile 12" (sia a 33 che a 45 giri), miniCD e cassetta. Sul vinile e sulla cassetta le tracce risultano 3 perché nel lato A Rise Above e S.T. Riff sono incise come unica traccia. Mentre sul miniCD e sul vinile 45 giri le tracce risultano 4.

## Tracce
(EP 33rpm, RC Records, RC 9466)(MC RC Records, RCC 9466)
Lato A
1. Rise Above / S.T. Riff – 3:29

Lato B
1. Sloe Death – 3:20
2. Run Again – 4:01

(miniCD Steamhammer, SPV 55-7590)(EP 45rpm, Steamhammer, SPV 50-7577)
1. Rise Above – 2:21
2. Sloe Death – 3:15
3. Run Again – 3:52
4. S.T. Riff – 0:59

Durata totale: 10:27

## Formazione
- Phil Flores - voce
- Albert Gonzales - chitarra
- Juan García - chitarra
- Mel Sanchez - basso
- Rob Alaniz - batteria